# Liga Élite Femenina de hockey línea
La Liga Élite Femenina de hockey línea es la máxima categoría de la liga española de hockey en línea en categoría femenina. Esta competición es organizada por la Real Federación Española de Patinaje.

## Palmarés
| Temporada | Campeón                      | Subcampeón                   |
| --------- | ---------------------------- | ---------------------------- |
| 2014-15   | CPLV Munia Panteras          | SAB Tucans ASME              |
| 2015-16   | CPLV Munia Panteras          | SAB Tucans ASME              |
| 2016-17   | Hockey Club Rubí Cent Patins | CPLV Panteras                |
| 2017-18   | Hockey Club Rubí Cent Patins | CPLV Panteras                |
| 2018-19   | Tres Cantos Patín Club       | SAB Tucans ASME              |
| 2019-20   | Tres Cantos Patín Club       | CPLV Munia Panteras          |
| 2020-21   | Tres Cantos Patín Club       | Hockey Club Rubí Cent Patins |
| 2021-22   | CPLV Munia Panteras          | Vitaldent SAB Tucans         |
| 2022-23   | CPLV Munia Panteras          | Hockey Club Rubí Cent Patins |
| 2023-24   | SAB Tucans ASME              | Hockey Club Rubí Cent Patins |
| 2024-25   | Hockey Club Rubí Cent Patins | CPLV Munia Panteras          |